# Красный Берег (Червенский район)
Красный Берег (бел. Чырвоны Бераг) — деревня в Червенском районе Минской области. Входит в состав Клинокского сельсовета.

## Географическое положение
Находится примерно в 12 километрах от райцентра и в 12 километрах от железнодорожной станции Пуховичи на линии Минск-Осиповичи на берегу реки Волма.

## Природа
В лесах в окрестностях деревни обитают зайцы, белки, ежи, кабаны, лоси, олени, лисы, волки, рыси. Окрестности деревни считаются зоной отдыха местного значения.

## Происхождение названия
Предположительно, название деревни произошло от выходов красной глины на обрывистом берегу реки Волма. Ранее берег реки Волма действительно был красного цвета. По другой версии слово красный употреблено в значении "красивый".

## История
Населённый пункт известен с XIX века. Основан паном Корженевским (по другим данным — Кореневским). Известный в то время поэт по фамилии Лойко воспел в стихах усадьбу, построенную паном, за что получил большой участок земли с мельницей. Мельница и панский дом были разрушены во время Великой Отечественной войны, однако местность, принадлежавшая поэту Лойко, в народе и сейчас носит название Лойковщина. На 1858 год имение принадлежало Э. Корженевскому. На 1870 год имение в составе Клинокской волости Игуменского уезда Минской губернии. Согласно переписи населения Российской империи 1897 года в имении 1 двор, где проживали 15 человек. В начале XX века насчитывалось 7 жителей. На 1917 год 1 двор, 13 жителей. После установления советской власти на месте имения иммигрантами из США была создана коммуна «Красный Берег». 20 августа 1924 года деревня вошла в состав вновь образованного Клинокского сельсовета Червенского района (с 20 февраля 1938 — Минской области. Согласно Переписи населения СССР 1926 года коммуна состояла из 1 двора, где жили 29 человек. На 1940 год в деревне было 26 домов, население составляло 123 человека. В период Великой Отечественной войны в лесах в районе деревни развернулась активная партизанская деятельность. В апреле 1944 года деревня была сожжена немцами. За время войны погибли 3 её жителя. Ещё 12 сельчан погибли или пропали без вести на фронтах войны. В 1960 году население Красного Берега составляло 124 человека. На 1997 год в деревне насчитывалось 34 жителя, 24 двора.

### Екатериненский тракт
Недалеко от деревни располагается трёхкилометровый участок Екатериненского тракта, построенный Григорием Потёмкиным, по которому Екатерина II ехала в Варшаву к польскому королю. По некоторым данным, это единственный сохранившийся участок этой дороги. В настоящий момент он представляет собой обычную просёлочную лесную дорогу. В деревне сохранился колодец, сложенный из труб, которые служили для отвода воды с тракта.

## Население
- 1897 — 1 двор, 15 жителей
- начало XX века — 1 двор, 7 жителей
- 1917 — 1 двор, 13 жителей
- 1926 — 1 двор, 29 жителей
- 1940 — 26 дворов, 123 жителя
- 1960 — 124 жителя
- 1997 — 24 двора, 34 жителя
- 2013 — 16 дворов, 29 жителей
- 2019 — 16 жителей